# Trận Krithia lần thứ ba
Trận Krithia lần thứ ba là một trận đánh trong Chiến dịch Gallipoli của cuộc Chiến tranh thế giới thứ nhất, diễn ra vào ngày 4 tháng 6 năm 1915. Trong trận đánh này, quân phòng thủ Thổ Ottoman do viên sĩ quan Otto Liman von Sanders của Đế quốc Đức chỉ huy đã đẩy lùi các cuộc tấn công quyết liệt của liên quân Anh - Pháp do tướng Aymer Hunter-Weston của Anh phát động, với thiệt hại nặng nề cho cả hai phe. Thiệt hại của liên quân đã khiến cho Bộ trưởng Bộ Chiến tranh Anh Quốc Kitchener phải hốt hoảng.
Sau thất bại của khối Hiệp Ước trong trận Krithia lần thứ nhất và trận Krithia lần thứ hai, người tổng chỉ huy của họ là Ian Hamilton đã vạch ra một kế hoạch ít tham vọng hơn nhằm mở Trận Krithia lần thứ ba. Kế hoạch của Hamilton chỉ nhằm mục tiêu chiếm giữ tiền tuyến của hệ thống chiến hào Ottoman. Liên quân cũng thực hiện một nỗ lực lớn hơn nhiều nhằm đảm bảo các vấn đề tiếp tế. 3 Sư đoàn Anh cùng với 2 Sư đoàn Pháp sẽ tham gia cuộc tiến công này cùng với 159 khẩu pháo. Tuy nhiên, lực lượng Ottoman cũng tăng cường phòng ngự và tăng viện cho chiến tuyến của mình trong tháng trước. Các chiến hào Ottoman giờ đây có 2 Sư đoàn, với 3 Sư đoàn trừ bị cách đó không xa và 86 khẩu pháo.
Mặc dù Hamilton đã ra sức chuẩn bị nhưng trận chiến cho thấy quân đồng minh vẫn chưa thế áp đảo các cứ điểm của quân đội Ottoman. Quân Pháp không thể chiếm giữ một khu đất nào, cũng như quân Anh ở bên phải. Tuy nhiên, Sư đoàn số 29 và Sư đoàn (East Lancashire) số 42 của Anh đã chiếm giữ các mục tiêu đã được đề ra của họ. Tuy nhiên, không có các sườn yểm trợ, họ đã rơi vào làn đạn khốc liệt của đối phương và họ chỉ còn cách là bám chặt vào các cứ điểm mà họ mới chiếm được. Cuối buổi chiều hôm đó, quân Ottoman đã bắt đầu phát động các cuộc phản công mạnh mẽ từ 3 hướng, buộc quân Anh phải từ bỏ phần lớn đất đai mà họ chiếm được khi màn đêm buông xuống. Tình hình mặt trận không thay đổi gì nhiều. Một lần nữa, liên quân Anh - Pháp đã thất bại trước sức kháng cự dữ dội của quân đội Thổ Ottoman. Ngày hôm sau (5 tháng 6), quân Ottoman tổ chức những đợt phản công mạnh mẽ gây khó khăn cho liên quân, nhưng bị đánh bật. Thất bại thứ ba tại Krithia đã khiến cho Hamilton không còn hy vọng về một chiến thắng vang dội của quân đồng minh tại Helles.